# Juicio político de 1947 en Argentina
El Juicio político de 1947 en Argentina fue el realizado contra integrantes de la Corte Suprema de Justicia de la Nación y el procurador general de la Nación por diversas causales. La acusación fue promovida por la Cámara de Diputados de la Nación y llevada ante el Senado de la Nación constituido en Tribunal. La primera tenía mayoría de legisladores pertenecientes al Partido Peronista y en la segunda todos sus integrantes pertenecían a ese partido.
Los acusados eran los jueces Antonio Sagarna, Benito Alberto Nazar Anchorena, Francisco Ramos Mejía y Roberto Repetto y el procurador Juan Álvarez. La sentencia dictada el 30 de abril de 1947 dispuso remover de sus cargos a todos ellos, con excepción de Repetto que había renunciado previamente. Una de las acusaciones fue la de haber legitimado las dictaduras de 1930 y 1943.

## El golpe de Estado de 1943
El 4 de junio de 1943 un golpe de Estado realizado exclusivamente por militares depuso al presidente constitucional Ramón S. Castillo, clausuró el Congreso Nacional e intervino las provincias. Los jueces de la Corte Suprema de Justicia no fueron afectados y siguieron en sus puestos conviviendo con el gobierno militar, al que reconocieron facultades sobre la base de los argumentos de la Acordada del 10 de septiembre de 1930. A diferencia del gobierno que encabezara José Félix Uriburu en 1930, que no afectó al Poder Judicial, numerosos jueces, en especial del fuero federal, fueron removidos por el Poder Ejecutivo invocándose inconducta notoria. El 16 de septiembre de 1943, el gobierno consideró terminada su intervención en la administración de justicia y en adelante solo realizó remociones en casos aislados. 
A fines de septiembre de 1944 el gobierno militar designó un nuevo juez en la Corte Suprema para reemplazar a Luis Linares, que había renunciado para retirarse; el reemplazante era Tomás D. Casares, que provenía del fuero civil y estaba en buenas relaciones con la Iglesia Católica. Era un expositor del tomismo en los Cursos de Cultura Católica; estuvo entre los fundadores de la revista Criterio y había estado designado por la dictadura como interventor en la Universidad de Buenos Aires. Los votos que pronunciará en su cargo, especialmente aquellos en disidencia, lo acreditan como uno de los escasos jueces renovadores del derecho que pasaron por la Corte. 
Cuando los abogados representantes de un grupo nacional previsto por el Estatuto de la Corte Internacional de Justicia de las Naciones Unidas, consultaron a la Corte si el Dr. Luis A. Podestá Costa –una persona que ciertamente no era del agrado del gobierno militar- tendría el auspicio del Tribunal para ser presentado como candidato a juez de ese Tribunal internacional, por Acordada del 12 de noviembre de 1945, declararon que el propuesto gozaba de alta consideración moral y reconocida competencia en la materia requerida para ese nombramiento, en tanto Casares, en disidencia, mantuvo la doctrina tradicional confórmela cual la Corte no respondía a consultas de ese tipo.

## Turbulencias políticas
Identificados con el bando aliado en la Segunda Guerra Mundial, los partidos políticos opositores acusaron al gobierno de estar demasiado identificados con los gobiernos del Eje. La tensión política iba en aumento, con frecuentes altercados entre los bandos en conflicto. Por otra parte, dentro del mismo gobierno se producían disputas que culminaron en la renuncia del presidente Ramírez y su reemplazo. De ese modo el 25 de febrero de 1944 asumió la presidencia el vicepresidente, general Edelmiro Farrell, primero interinamente y definitivamente a partir del 9 de marzo. El 8 de julio de 1944 los militares designaron vicepresidente al coronel Juan Domingo Perón quien también asumió los cargos de Ministro de Guerra y mantuvo el de Secretario de Trabajo y Previsión. Asumió de este modo cada vez mayor protagonismo político.

## La consigna de “el gobierno a la Corte”
El gobierno militar actuaba en medio de creciente tensión y divergencias internas entre los partidarios y opositores a la gestión de Perón. Los obreros encontraban a un militar sensible a sus reclamos. Pero dentro de las mismas fuerzas armadas tenía opositores. A mediados de 1945 comenzó a manifestarse abiertamente la política de Perón para promover su futura candidatura presidencial y se desatan las oposiciones de los partidos políticos, los centros universitarios y numerosos empresarios, quienes reclaman el cese del gobierno y la transferencia del poder a la Corte Suprema. Esta petición se basaba en la Ley de Acefalía 252 que preveía que ante la falta de Presidente y Vicepresidente, el Poder Ejecutivo sería desempeñado por los presidentes del Senado, o de la Cámara de Diputados, y a falta de estos, por el presidente de la Corte Suprema, si bien en el caso no se estaba ante un caso constitucional, sino ante un gobierno de facto. El socialista Carlos Sánchez Viamonte hizo una presentación ante la Corte el 28 de agosto de 1945 para reclamar que su presidente se hiciera cargo del Ejecutivo y si bien los jueces lo desestimaron directamente (fallo del 14 de septiembre, que firmaron Repetto, Nazar Anchorena y Ramos Mejía. V. “La Prensa” del 19 de septiembre), al igual que otro pedido similar de profesores de la Universidad del Litoral (rechazado también, Fallos 202-474 del 10 de septiembre).
Los opositores al gobierno militar organizaron una Junta de Coordinación Democrática y el 19 de septiembre se realizó la Marcha de la Constitución y la Libertad, que reunió cerca de 200.000 personas en la cual por primera vez la oposición apareció unida.
El historiador Miguel Ángel Scenna comenta aquel hecho diciendo que:

La marcha fue una espectacular demostración de poderío de la oposición. Una larga y compacta masa de 200.000 personas -algo pocas veces o nunca visto- cubrió aceras y calzadas.

Se ha dicho que la manifestación estaba mayoritariamente integrada por personas de clase media y alta, lo que resulta históricamente indiscutible, pero ello no invalida el significado histórico de su amplitud social y su pluralidad política. Entre los concurrentes estaban el secretario de la Corte Ramón Tulio A. Méndez así como jueces de distintos fueros. La presencia de un secretario, no comprometía a los jueces, pero sirvió para integrar las acusaciones del futuro juicio político. La Corte aparecía comprometida en la oposición al gobierno de facto, mientras que su presidente seguía siendo mencionado para ocupar la presidencia acéfala. Uno de los aplaudidos durante la marcha fue el general Rawson, que al día siguiente viajó a Córdoba para iniciar un alzamiento. En la proclama preparada, “se invitaba al presidente de la Suprema Corte de Justicia a asumir el gobierno nacional”. El movimiento fracasó antes de iniciarse, pero nuevamente aparecía el Tribunal comprometido.
Esta situación fue la excusa utilizada por la facción del Ejército Argentino, contraria a Perón, para lograr el 9 de octubre su renuncia a los cargos que ejercía. El 11 de octubre a la noche se realizó en el Círculo Militar (Palacio Paz) una reunión de casi 300 oficiales, entre los que se contaban unos 20 de la Marina, en la que se debatió el rumbo que se debía seguir, incluyendo la discusión sobre si mantener o no a Farrell en la presidencia y se recibió también la opinión del dirigente socialista Alfredo Lorenzo Palacios que propició que el gobierno se entregara a la Corte Suprema de Justicia. Ese mismo día 11 hubo un encuentro de dirigentes opositores reunidos en torno a una Junta de Coordinación Democrática que, envalentonada por la marcha de los acontecimientos, decidió exigir al Ejército que el poder fuera entregado a la Corte Suprema de Justicia. Luna señala la falta de realismo y el error táctico que importaba esta posición. Si bien el Ejército estaba dividido en sectores que tenían serios desacuerdos, ninguno de ellos podría aceptar entregar en ese momento el gobierno a la Corte pues implicaba reconocer una humillante derrota. Por otra parte, el presidente de la Corte era Roberto Repetto, un jurista respetado pero carente de toda experiencia política.
El 12 de octubre se decidió un cambio en el gabinete y el arresto de Perón, que fue trasladado a la isla Martín García. El día 13 Ávalos encargaba al procurador general de la Corte, Álvarez, formar un gabinete de notables. Para reunir a políticos conservadores, Álvarez era ideológicamente indicado, pero era el menos apropiado para el momento que se vivía. Estas tareas políticas fue otro cargo que se le hizo a la Corte en el juicio político, aunque en otras épocas este funcionario cumplió este tipo de actividades. Cuando Álvarez concluyó sus gestiones y consultas ya era el 17 de octubre, una gran movilización popular había inclinado la balanza en favor de Perón y fueron desplazados del gobierno los ministros que se le oponían, reemplazados por otros que lo apoyaban.

## Nuevos fallos limitativos del accionar del gobierno
Después de los sucesos de octubre de 1945 la Corte Suprema siguió emitiendo fallos irritativos para el gobierno. El 1 de febrero de 1946, en pleno debate previo a las elecciones del 24 de ese mes, la Corte volvió a dictar dos sentencias que reiteraban los límites del gobierno de facto. En una indicó que “no corresponde al presidente de la Nación la facultad de aclarar, ni la de modificar, el sentido de la ley”, pues va más allá de la facultad reglamentaria que prevé la Constitución; por tanto tampoco le corresponde tal atribución al Ejecutivo de facto, pues no es un acto indispensable para mantener el funcionamiento del Estado o el cumplimiento de sus fines (L.L., 41-264, causa “Bengoechea, Enrique y otros c/Gobierno de la Nación”).
La otra sentencia afectaba atribuciones de la Secretaría de Trabajo y Previsión. El Ejecutivo de facto, por Decreto Nº 15074 del 27 de noviembre de 1943, había creado la Secretaría de Trabajo y Previsión y estableció que las dependencias provinciales quedarían convertidas en Delegaciones Regionales de Trabajo y Previsión. A raíz de una multa impuesta por una de esas delegaciones el tema llegó a la Corte Suprema, la cual resolvió entonces que las normas del decreto, contrariaban a la Constitución y revocó la sentencia apelada (1 de febrero de 1946, en F. 204-23, que firman Sagarna, Nazar Anchorena y Ramos Mejía). El fallo, dado poco antes de los comicios, repercutió en el gobierno y hasta se dijo que los jueces favorecían a la Unión Democrática, opositora al peronismo. Hubo condenas sindicales y hasta se habló de un paro de repudio.
Los jueces seguían impertérritos y el 22 de marzo de 1946 en otro fallo descalificaron el decreto 536 del 15 de enero de ese año, sobre represión de delitos contra la seguridad del Estado y declararon que las garantías del art. 18 de la Constitución Nacional serían anuladas “si un gobierno de facto, sin representación popular, tuviera la facultad de establecer delitos y penas por decreto o agravar las penas establecidas, derogando, ampliando o modificando el Código Penal” (Sagarna, Nazar Anchorena, Ramos Mejía). Casares falló en disidencia y justificó las facultades legislativas de los gobiernos de facto en igual medida que las del Congreso (en F. 204- 345).
Con su consigna de “el gobierno a la Corte” los opositores habían colocado la figura de este Tribunal en el centro de su protesta y por su parte los jueces no solo no habían hecho el menor esfuerzo para evitar chocar con el Poder Ejecutivo sino que hasta último momento, cuando ya se sabía que los comicios habían favorecido a quien encarnaba la continuidad del gobierno militar, continuaron con sus fallos irritativos. Tal era el panorama al cambiar las autoridades.

## En el nuevo gobierno
Perón fue elegido presidente en los comicios del 24 de febrero de 1946 y asumió el cargo el 4 de junio de ese año. Para el partido ganador los integrantes de la Corte eran un reducto de la oligarquía y una traba para las reformas emprendidas. Para remover ese obstáculo, se desechó la vía de aumentar el número de jueces y se optó por el juicio político.
Juan Domingo Perón consultó al presidente de la Cámara de Diputados, Ricardo César Guardo y convinieron que el diputado Rodolfo Decker, que era abogado y titular del bloque oficialista, presentara el pedido de juicio político, lo que hizo con su única firma el 8 de julio contra los jueces Antonio Sagarna, Benito Nazar Anchorena, Francisco Ramos Mejía y Roberto Repetto y el procurador Juan Álvarez. El miembro restante de la Corte era Tomás D. Casares, de manifiesta adhesión al peronismo, y nombrado por el presidente Edelmiro J. Farrell.
El penalista Octavio González Roura había peticionado ante la Corte, el 28 de diciembre de 1945, para que se dejara sin efecto la acordada del 7 de junio de 1943, que legitimaba aquel gobierno de facto. Como no le contestaron, el 1 de abril de 1946 presentó en la Cámara de Diputados el primer pedido de juicio político a los magistrados. Pero su amplia fundamentación no fue tenida en cuenta por el bloque oficialista, el que actuó -dijo entonces González Roura- "bajo la impresión que producía la acusación de Decker, insuficiente en lo jurídico, vulnerable en lo político".
Con el voto de los legisladores peronistas y la disidencia de los radicales, el 29 de agosto de 1946 la Cámara de Diputados aprobó promover juicio político contra los jueces Repetto, Sagarna, Nazar Anchorena y Ramos Mejía y contra el procurador general Álvarez. Se formó la comisión de acusación integrada por los diputados Visca, Decker, Bustos Fierro, Beretta y Montiel, que dos meses después enviaba al Senado los fundamentos de la acusación.

## La acusación
La acusación se desarrolló en dos capítulos. El primero imputaba Delitos en el ejercicio de la función pública y el segundo se refería al mal desempeño del cargo.
El capítulo de delitos incluía a nueve hechos por abuso de autoridad y violación de los deberes de funcionario público; dos por prevaricato (fallos contrarios a las leyes y fallos con citas falsas), y uno por retardo de justicia (no haber dictado resolución): 
- 1) Se les imputó prevaricato (art. 269 del Código Penal), por dictar resoluciones judiciales contrarias a la ley expresa invocada por las partes o por el mismo o citare, para fundarlas, hechos o resoluciones falsas.
- a) por hacer citas falsas al interpretar que el art. 44 de la Ley N.º 10650, sobre jubilaciones, no admitía la acumulación de otros beneficios en la misma persona
- b) por hacer citas falsas para fundar las acordadas que legitimaron a los gobiernos de facto.
- 2) Abuso de autoridad y violación de deberes de funcionarios, que sanciona a los funcionarios que dicten resoluciones contrarias a la ley (art. 248 del Código Penal) o que omitan o retarden algún acto de su oficio (art. 249 del Código Penal).
- a) por denegar los beneficios de la ley de indemnización por despido o accidentes de trabajo a obreros y empleados que ya gozaban de una jubilación, argumentando que era una superposición de beneficios.
- b) por inmiscuirse en materia política con las acordadas de 1930 y 1943 que legitimaron a los gobiernos de facto, dictadas por propia iniciativa sin que se lo planteara la resolución de un caso judicial.
- c) por arrogarse facultades políticas al controlar e impedir con criterio discrecional los fines sociales de la revolución de 1943, como por ejemplo en el caso “Dock Sud”, al que se lo consideró un acto político por haber sido dictado período preelectoral.
- d) por desconocer la creación de la Cámara de Apelaciones del Chaco por el gobierno de facto.
- e) por desconocer la exoneración de jueces dispuesta por el gobierno de facto de 1943.
- f) por no cumplir con la Lay de Acefalía 252, al impedir con el reconocimiento del gobierno de facto, que el presidente de la Corte asumiera la presidencia del país.
- g) por negarse a tomar juramento a los camaristas del fuero del Trabajo creado por el gobierno militar.
- h) por integrar la lista anual de conjueces de la Corte, con abogados del capitalismo extranjero o pertenecientes a la oligarquía dominante.
- i) por haber aplicado criterios distintos al conceder o negar recursos de habeas corpus respecto de presos políticos de 1930 y 1943.
- j) por extender el recurso extraordinario a casos no autorizados por la Ley N.º 48.
- 3) se les imputó retardo en la administración de justicia (art.249 del Código Penal):

a) por no pronunciarse sobre la creación de los tribunales del trabajo de la Capital Federal, con lo cual tuvo paralizados los juicios iniciados ante ellos.
El segundo capítulo imputaba mal desempeño de la función pública en estos asuntos:
- a) por aceptar del gobierno de facto de 1930, la facultad de designar su propio presidente y hacerlo de manera vitalicia.
- b) por haber consentido que el procurador general Álvarez, sin renunciar a su cargo, aceptase formar un gobierno para el Ejecutivo.
- c) por consentir al no adoptar medida alguna, que el secretario del Tribunal, Ramón Tulio A. Méndez, participara de la Marcha de la Constitución y de la Libertad del 19 de septiembre de 1945.

Los antecedentes que reunió la acusación incluían las resoluciones de los jueces, opiniones especializadas en los gobiernos de facto (como las de Daniel Antokoletz y Vicente Gallo), denuncias de letrados y notas de asociaciones de abogados a favor o en contra del juicio político.

## Trámite
El trámite de acusación ante el Senado se inició el 11 de octubre de 1946 y los acusados debieron presentar sus defensas por escrito hasta esa fecha y una reforma en el Reglamento les impidió su lectura en el recinto, que fue realizada por el Secretario de la Cámara.
Nazar Anchorena nombró defensor a Mariano José Drago, Repetto a sus hijos, Roque Roberto y Roberto Repetto (h), Juan Álvarez a Julio Marcelo Álvarez, Francisco Ramos Mejía al dirigente demócrata progresista Juan José Díaz Arana y Sagarna a Alfredo Palacios. La prueba se produjo los días 22, 29 y 31 de enero de 1947.
Los defensores Palacios y Drago pidieron que declararan como testigos Perón, Humberto Sosa Molina y Oscar Silva aduciendo que participaron en los gobiernos de facto de 1930 y 1943, pero el Senado rechazó el pedido por considerar a esos testigos "personas ajenas a este juicio". Ante esta negativa, que vulneraba el derecho de defensa, Drago renunció a seguir como defensor.
Los alegatos se presentaron entre el 16 y el 23 de abril y el Senado dictó el fallo el 30 de abril de 1947. Por mayoría, se excluyó a Repetto, por haber cesado en el cargo de juez por renuncia del 24 de abril de 1946.
Salvo en lo relativo a las pequeñas diferencias originadas en que no todos los acusados habían intervenido en el período de 1930, fueron encontrados culpables 
Todos los jueces acusados fueron declarados culpables de los cargos 1, 2, 3, 4, 5, 6, 8, 9, 14, por mayoría de los dos tercios de los miembros del Senado (art. 52 de la Constitución), y de los cargos 10, 11 y 12 por unanimidad. Se rechazaron los cargos 7, 13 y 15 que eran los relativos a la designación de conjueces, al procedimiento de nombramiento del presidente de la Corte y a la falta de sanción al secretario.
Al procurador Álvarez, por su parte, se lo declaró culpable de actuar en política con motivo de la Acordada de 1943 y por haber aceptado formar un gobierno en 1945.
Los acusados fueron destituidos de sus cargos pero cuando se votó si además se los declaraba incapaces para ocupar empleos a sueldo de la Nación (según el art. 52 de la Constitución), se rechazó esta sanción por 20 votos contra 8. Más adelante se planteó la cuestión de sus derechos a jubilación. La Ley N.º 4349 de 1904, permitía la jubilación ordinaria con 55 años de edad y 30 de servicio, pero el art. 37 disponía que ese derecho se perdía por ser separado del servicio por mal desempeño de los deberes del cargo o por condena judicial por delitos peculiares a los empleados públicos; sin embargo, el gobierno les permitió jubilarse.
El fallo fue criticado por el Colegio de Abogados de la ciudad de Buenos Aires, la Federación Argentina de Abogados y la prensa opositora.

## Algunas valoraciones
En la Asamblea Legislativa que le tomó juramento el 4 de junio de 1946, Perón había dicho: "Pongo el espíritu de la Justicia por encima del Poder Judicial. La Justicia, además de independiente, debe ser eficaz. Pero no puede ser eficaz si sus conceptos no marchan a compás del sentimiento público". Años después, Carlos Saúl Menem, en la misma línea de pensamiento, no removió magistrados pero les agregó cinco jueces afines a su política que configuraron la llamada “mayoría automática”.
Los jueces acusados tenían una concepción social y política que el nuevo gobierno intentaba superar, pero representaban a un Poder independiente, eran técnicamente competentes y honestos, y expusieron sus argumentos en las sentencias. Si bien en realidad no podía imputársele mal desempeño o delitos en el ejercicio de sus funciones, lo cierto es que esa idea se instaló en el Congreso y luego se buscaron los argumentos.
También se ha señalado que uno de los cargos era que el expresidente de la Corte, Roberto Repetto, no había obligado al gobierno de facto a aceptar el orden de sucesión impuesto por la Lay de Acefalía, y asumido el cargo de presidente de la nación, lo que sonaba como la tardía reivindicación del famoso reclamo "¡El gobierno a la Corte!", exigido por el antiperonismo en 1945.
El argumento más significativo se encontró en las acordadas de la Corte de 1930 y de 1943, de "legitimación de los gobiernos de facto", acusación que algunos juzgaron insólita por provenir de un gobierno encabezado por quien había sido vicepresidente de facto, si bien por otra parte podría argumentarse que accedió a ese cargo después que la legalidad estuvo declarada por la Corte Suprema.Gambini dice:

”Debe de ser éste uno de los documentos más insólitos de la historia política argentina, pues mientras en un fragmento se reprocha "la legitimación de un gobierno de facto", en otro se exalta a ese mismo gobierno porque "el pueblo lo ha aprobado con su voto". Es decir, que el derrocamiento del presidente Ramón S. Castillo habría sido beneficioso o deplorable según el párrafo que se leyera.